# Hokejová Liga mistrů 2017/2018
Hokejová Liga mistrů 2017/2018 byla v pořadí 4. ročníkem evropské klubové soutěže pořádané akciovou společností Champions Hockey League. Soutěže se účastnilo tentokrát jen 32 klubů z 13 zemí. V základních skupinách se uskutečnilo celkem 96 zápasů, ve vyřazovací části se uskutečnilo celkem 29 zápasů, dohromady tedy bylo v celém ročníku odehráno 125 utkání. Kvalifikace byla pouze za sportovní zásluhy. Šest zakládajících lig bylo zastoupeno třemi až pěti týmy (na základě tříletého žebříčku ligy), zatímco osm týmů z ostatních lig zastupoval jen mistr. Vítězem se stal JYP Jyväskylä.

## Kvalifikace
Kvalifikace do CHL se oproti předchozím sezonám změnila, již neplatily žádné licence a kluby se musely probojovat do CHL ze svých soutěží podle těchto kritérií:
1. ligový Mistr
2. vítěz základní části extraligy
3. druhý tým základní části extraligy
4. poražený finalista play-off extraligy
5. semifinalista výše postavený po ZČ
6. semifinalista hůře postavený po ZČ
7. třetí tým základní části
8. čtvrtý tým základní části
9. pátý tým základní části

Z celkem 32 míst jich 24 připadlo podle koeficientu úspěšnosti v předchozích sezonách 6 zakládajícím ligám (Švédsko (5), Finsko (5), Česko (4), Švýcarsko (4), Německo (3), Rakousko (3)), dále jedno místo pro vítěze Kontinentálního poháru a sedm pro mistry ostatních zemí (Norska, Slovenska, Francie, Běloruska, Dánska, Velké Británie a Polska)
Garantované místo měl pouze vítěz předchozího ročníku, jeho místo se však započítávalo do celkového počtu jeho země.

## Systém soutěže
System soutěže je odlišný než v předchozích ročnících. 32 týmů bylo rozlosováno do 8 skupin po 4 týmech, které se střetnou dvakrát každý s každým (celkem 6 kol). Dva nejlepší týmy z každé skupiny postoupí do vyřazovací části.
Play-off se hrálo až na finále na dva zápasy (nerozhodné zápasy se neprodlužují) a postupuje mužstvo s nejlepším celkovým skóre. Bylo-li po dvou zápasech skóre nerozhodné, rozhodlo desetiminutové prodloužení, popřípadě samostatné nájezdy. Finále rozhodl jediný finálový zápas, který v případě remízy po základní hrací době rozhodlo dvacetiminutové prodloužení, popřípadě samostatné nájezdy.
| Koš 1                                                                                             | Koš 2                                                                                          | Koš 3                                                                                          | Koš 4 |
| ------------------------------------------------------------------------------------------------- | ---------------------------------------------------------------------------------------------- | ---------------------------------------------------------------------------------------------- | --- |
| Frölunda HC HV71 Tappara SC Bern Kometa Brno EHC Red Bull München Vienna Capitals Växjö Lakers HC | TPS Turku ZSC Lions Bílí Tygři Liberec Adler Mannheim Red Bull Salzburg Brynäs IF KalPa EV Zug | Oceláři Třinec Grizzlys Wolfsburg EC KAC Malmö Redhawks JYP HC Davos Mountfield HK HIFK Hockey | Banská Bystrica Stavanger Oilers HK Něman Grodno Esbjerg Energy Cardiff Devils Rapaces de Gap Comarch Cracovia Nottingham Panthers |

## Základní část
Zápasy základních skupin probíhaly od 24. srpna do 11. října 2017.

### Skupina A

#### Tabulka
| Tým                | Z | V | Vp | Pp | P | VB | OB | +/- | B  |
| ------------------ | - | - | -- | -- | - | -- | -- | --- | -- |
| Tappara Tampere    | 6 | 5 | 0  | 0  | 1 | 26 | 11 | +15 | 15 |
| Red Bull Salzburg  | 6 | 3 | 0  | 0  | 3 | 20 | 22 | -2  | 9  |
| Banská Bystrica    | 6 | 2 | 0  | 0  | 4 | 13 | 18 | -5  | 6  |
| Grizzlys Wolfsburg | 6 | 2 | 0  | 0  | 4 | 15 | 23 | -8  | 6  |

#### Zápasy
| Den        | Domácí             | Skóre | Hosté              | Třetiny         |
| ---------- | ------------------ | ----- | ------------------ | --------------- |
| 25.8.2017  | Grizzlys Wolfsburg | 4:3   | Banská Bystrica    | (2:0, 1:0, 1:3) |
| 25.8.2017  | Red Bull Salzburg  | 1:6   | Tappara Tampere    | (1:3, 0:2, 0:1) |
| 27.8.2017  | Grizzlys Wolfsburg | 1:7   | Tappara Tampere    | (0:1, 0:3, 1:3) |
| 27.8.2017  | Red Bull Salzburg  | 5:0   | Banská Bystrica    | (2:0, 2:0, 1:0) |
| 1.9.2017   | Banská Bystrica    | 0:1   | Grizzlys Wolfsburg | (0:0, 0:1, 0:0) |
| 1.9.2017   | Tappara Tampere    | 4:2   | Red Bull Salzburg  | (1:2, 1:0, 2:0) |
| 3.9.2017   | Banská Bystrica    | 5:3   | Red Bull Salzburg  | (1:1, 2:0, 2:2) |
| 3.9.2017   | Tappara Tampere    | 4:2   | Grizzlys Wolfsburg | (2:0, 1:1, 1:1) |
| 3.10.2017  | Grizzlys Wolfsburg | 4:5   | Red Bull Salzburg  | (2:3, 2:2, 0:0) |
| 4.10.2017  | Tappara Tampere    | 3:0   | Banská Bystrica    | (2:0, 0:0, 1:0) |
| 11.10.2017 | Banská Bystrica    | 5:2   | Tappara Tampere    | (1:1, 2:0, 2:1) |
| 11.10.2017 | Red Bull Salzburg  | 4:3   | Grizzlys Wolfsburg | (2:1, 0:0, 2:2) |

### Skupina B

#### Tabulka
| Tým              | Z | V | Vp | Pp | P | VB | OB | +/- | B  |
| ---------------- | - | - | -- | -- | - | -- | -- | --- | -- |
| Malmö Redhawks   | 6 | 3 | 0  | 1  | 1 | 23 | 17 | +6  | 13 |
| HC Kometa Brno   | 6 | 2 | 3  | 0  | 1 | 18 | 15 | +3  | 12 |
| KalPa Kuopio     | 6 | 3 | 0  | 1  | 2 | 25 | 22 | +3  | 10 |
| Stavanger Oilers | 6 | 0 | 0  | 1  | 5 | 13 | 25 | -12 | 1  |

#### Zápasy
| Den        | Domácí           | Skóre | Hosté            | Třetiny             |
| ---------- | ---------------- | ----- | ---------------- | ------------------- |
| 24.8.2017  | KalPa Kuopio     | 6:4   | Malmö Redhawks   | (0:2, 2:2, 4:0)     |
| 24.8.2017  | Stavanger Oilers | 1:2   | HC Kometa Brno   | (0:1, 1:0, 0:1)     |
| 26.8.2017  | KalPa Kuopio     | 2:4   | HC Kometa Brno   | (1:2, 0:0, 1:2)     |
| 26.8.2017  | Stavanger Oilers | 3:4   | Malmö Redhawks   | (0:1, 1:0, 2:3)     |
| 31.8.2017  | HC Kometa Brno   | 3:2pr | KalPa Kuopio     | (1:1, 0:1, 1:0-1:0) |
| 31.8.2017  | Malmö Redhawks   | 2:1   | Stavanger Oilers | (0:1, 1:0, 1:0)     |
| 2.9.2017   | HC Kometa Brno   | 4:3pr | Stavanger Oilers | (1:2, 0:1, 2:0-1:0) |
| 2.9.2017   | Malmö Redhawks   | 6:2   | KalPa Kuopio     | (3:0, 2:1, 1:1)     |
| 3.10.2017  | HC Kometa Brno   | 5:4pr | Malmö Redhawks   | (2:0, 1:1, 1:3-1:0) |
| 4.10.2017  | KalPa Kuopio     | 7:1   | Stavanger Oilers | (3:1, 1:0, 3:0)     |
| 10.10.2017 | Malmö Redhawks   | 3:0   | HC Kometa Brno   | (0:0, 1:0, 2:0)     |
| 11.10.2017 | Stavanger Oilers | 4:6   | KalPa Kuopio     | (3:3, 1:0, 0:3)     |

### Skupina C

#### Tabulka
| Tým             | Z | V | Vp | Pp | P | VB | OB | +/- | B  |
| --------------- | - | - | -- | -- | - | -- | -- | --- | -- |
| EV Zug          | 6 | 3 | 1  | 0  | 2 | 20 | 16 | +4  | 11 |
| JYP Jyväskylä   | 6 | 3 | 1  | 0  | 2 | 16 | 15 | +1  | 11 |
| HK Něman Grodno | 6 | 1 | 1  | 3  | 1 | 18 | 18 | 0   | 8  |
| Vídeň Capitals  | 6 | 1 | 1  | 1  | 3 | 17 | 22 | -5  | 6  |

#### Zápasy
| Den        | Domácí          | Skóre | Hosté           | Třetiny             |
| ---------- | --------------- | ----- | --------------- | ------------------- |
| 25.8.2017  | HK Něman Grodno | 5:4pr | Vídeň Capitals  | (1:2, 1:1, 2:1-1:0) |
| 25.8.2017  | JYP Jyväskylä   | 3:2   | EV Zug          | (1:0, 1:1, 1:1)     |
| 27.8.2017  | HK Něman Grodno | 2:3   | EV Zug          | (1:0, 0:3, 1:0)     |
| 27.8.2017  | JYP Jyväskylä   | 4:1   | Vídeň Capitals  | (2:0, 0:0, 2:1)     |
| 31.8.2017  | EV Zug          | 3:2sn | HK Něman Grodno | (0:0, 2:2, 0:0-1:0) |
| 31.8.2017  | Vídeň Capitals  | 1:3   | JYP Jyväskylä   | (0:1, 0:0, 1:2)     |
| 2.9.2017   | EV Zug          | 6:3   | JYP Jyväskylä   | (3:2, 3:0, 0:1)     |
| 2.9.2017   | Vídeň Capitals  | 5:4sn | HK Něman Grodno | (2:0, 1:3, 1:1-1:0) |
| 3.10.2017  | JYP Jyväskylä   | 3:2sn | HK Něman Grodno | (1:0, 1:0, 0:2-1:0) |
| 3.10.2017  | Vídeň Capitals  | 5:3   | EV Zug          | (2:2, 0:1, 3:0)     |
| 10.10.2017 | EV Zug          | 3:1   | Vídeň Capitals  | (0:0, 0:1, 3:0)     |
| 10.10.2017 | HK Něman Grodno | 3:0   | JYP Jyväskylä   | (0:0, 0:0, 3:0)     |

### Skupina D

#### Tabulka
| Tým               | Z | V | Vp | Pp | P | VB | OB | +/- | B  |
| ----------------- | - | - | -- | -- | - | -- | -- | --- | -- |
| Adler Mannheim    | 6 | 5 | 0  | 0  | 1 | 26 | 12 | +14 | 15 |
| HC Oceláři Třinec | 6 | 4 | 0  | 1  | 1 | 20 | 10 | +10 | 13 |
| HV71              | 6 | 2 | 1  | 0  | 3 | 16 | 16 | 0   | 8  |
| Esbjerg Energy    | 6 | 0 | 0  | 0  | 6 | 7  | 31 | -24 | 0  |

#### Zápasy
| Den        | Domácí            | Skóre | Hosté             | Třetiny             |
| ---------- | ----------------- | ----- | ----------------- | ------------------- |
| 24.8.2017  | HV71              | 1:4   | Adler Mannheim    | (0:2, 1:1, 0:1)     |
| 25.8.2017  | HC Oceláři Třinec | 9:1   | Esbjerg Energy    | (4:0, 2:1, 3:0)     |
| 27.8.2017  | HC Oceláři Třinec | 3:0   | Adler Mannheim    | (1:0, 1:0, 1:0)     |
| 27.8.2017  | HV71              | 3:0   | Esbjerg Energy    | (0:0, 1:0, 2:0)     |
| 31.8.2017  | Adler Mannheim    | 6:2   | HC Oceláři Třinec | (3:0, 1:1, 2:1)     |
| 31.8.2017  | Esbjerg Energy    | 2:7   | HV71              | (0:1, 0:3, 2:3)     |
| 2.9.2017   | Adler Mannheim    | 6:3   | HV71              | (1:2, 2:0, 3:1)     |
| 2.9.2017   | Esbjerg Energy    | 1:2   | HC Oceláři Třinec | (1:1, 0:1, 0:0)     |
| 3.10.2017  | Esbjerg Energy    | 2:6   | Adler Mannheim    | (0:1, 2:2, 0:3)     |
| 3.10.2017  | HV71              | 2:1sn | HC Oceláři Třinec | (0:1, 0:0, 1:0-1:0) |
| 10.10.2017 | Adler Mannheim    | 4:1   | Esbjerg Energy    | (2:0, 0:1, 2:0)     |
| 10.10.2017 | HC Oceláři Třinec | 3:0   | HV71              | (2:0, 0:0, 1:0)     |

### Skupina E

#### Tabulka
| Tým                | Z | V | Vp | Pp | P | VB | OB | +/- | B  |
| ------------------ | - | - | -- | -- | - | -- | -- | --- | -- |
| Växjö Lakers HC    | 6 | 4 | 1  | 0  | 1 | 22 | 16 | +6  | 14 |
| Bílí Tygři Liberec | 6 | 3 | 0  | 1  | 2 | 24 | 21 | +3  | 10 |
| HC Davos           | 6 | 2 | 0  | 1  | 3 | 22 | 19 | +3  | 7  |
| Cardiff Devils     | 6 | 1 | 1  | 0  | 4 | 17 | 29 | -12 | 5  |

#### Zápasy
| Den        | Domácí             | Skóre | Hosté              | Třetiny             |
| ---------- | ------------------ | ----- | ------------------ | ------------------- |
| 24.8.2017  | Bílí Tygři Liberec | 3:4pr | Växjö Lakers HC    | (0:1, 3:1, 0:1-0:1) |
| 24.8.2017  | HC Davos           | 10:1  | Cardiff Devils     | (2:0, 5:0, 3:1)     |
| 26.8.2017  | Bílí Tygři Liberec | 5:2   | Cardiff Devils     | (0:2, 3:0, 2:0)     |
| 26.8.2017  | HC Davos           | 0:3   | Växjö Lakers HC    | (0:1, 0:2, 0:0)     |
| 31.8.2017  | Växjö Lakers HC    | 5:3   | HC Davos           | (2:1, 1:1, 2:1)     |
| 31.8.2017  | Cardiff Devils     | 3:7   | Bílí Tygři Liberec | (2:1, 1:4, 0:2)     |
| 2.9.2017   | Växjö Lakers HC    | 6:3   | Bílí Tygři Liberec | (1:0, 2:2, 3:1)     |
| 3.9.2017   | Cardiff Devils     | 4:3pr | HC Davos           | (2:1, 1:2, 0:0-1:0) |
| 3.10.2017  | Bílí Tygři Liberec | 4:3   | HC Davos           | (0:0, 2:1, 2:2)     |
| 3.10.2017  | Cardiff Devils     | 5:1   | Växjö Lakers HC    | (1:0, 2:0, 2:1)     |
| 11.10.2017 | HC Davos           | 3:2   | Bílí Tygři Liberec | (1:1, 2:0, 0:1)     |
| 11.10.2017 | Växjö Lakers HC    | 3:2   | Cardiff Devils     | (2:1, 1:1, 0:0)     |

### Skupina F

#### Tabulka
| Tým                 | Z | V | Vp | Pp | P | VB | OB | +/- | B  |
| ------------------- | - | - | -- | -- | - | -- | -- | --- | -- |
| Nottingham Panthers | 6 | 3 | 1  | 0  | 2 | 18 | 17 | +1  | 11 |
| SC Bern             | 6 | 3 | 0  | 0  | 3 | 21 | 16 | +5  | 9  |
| TPS Turku           | 6 | 3 | 0  | 0  | 3 | 12 | 15 | -3  | 9  |
| Mountfield HK       | 6 | 2 | 0  | 1  | 3 | 18 | 21 | -3  | 7  |

#### Zápasy
| Den        | Domácí              | Skóre | Hosté               | Třetiny             |
| ---------- | ------------------- | ----- | ------------------- | ------------------- |
| 24.8.2017  | Mountfield HK       | 5:1   | TPS Turku           | (2:0, 0:0, 3:1)     |
| 24.8.2017  | SC Bern             | 5:2   | Nottingham Panthers | (2:0, 3:2, 0:0)     |
| 26.8.2017  | Mountfield HK       | 2:4   | Nottingham Panthers | (0:1, 0:1, 2:2)     |
| 26.8.2017  | SC Bern             | 4:0   | TPS Turku           | (2:0, 1:0, 1:0)     |
| 31.8.2017  | Nottingham Panthers | 4:3pr | Mountfield HK       | (0:0, 1:1, 2:2-1:0) |
| 31.8.2017  | TPS Turku           | 3:1   | SC Bern             | (0:1, 0:0, 3:0)     |
| 2.9.2017   | Nottingham Panthers | 4:2   | SC Bern             | (0:2, 2:0, 2:0)     |
| 2.9.2017   | TPS Turku           | 3:1   | Mountfield HK       | (0:0, 2:0, 1:1)     |
| 3.10.2017  | Nottingham Panthers | 2:0   | TPS Turku           | (0:0, 2:0, 0:0)     |
| 4.10.2017  | Mountfield HK       | 5:4   | SC Bern             | (3:1, 1:2, 1:1)     |
| 10.10.2017 | SC Bern             | 5:2   | Mountfield HK       | (0:1, 4:0, 1:1)     |
| 10.10.2017 | TPS Turku           | 5:2   | Nottingham Panthers | (2:1, 0:0, 3:1)     |

### Skupina G

#### Tabulka
| Tým                  | Z | V | Vp | Pp | P | VB | OB | +/- | B  |
| -------------------- | - | - | -- | -- | - | -- | -- | --- | -- |
| EHC Red Bull München | 6 | 5 | 0  | 0  | 1 | 21 | 11 | +10 | 15 |
| Brynäs IF            | 6 | 4 | 1  | 0  | 1 | 25 | 12 | +13 | 14 |
| HIFK Hockey          | 6 | 2 | 0  | 1  | 3 | 20 | 20 | 0   | 7  |
| Comarch Cracovia     | 6 | 0 | 0  | 0  | 6 | 8  | 31 | -23 | 0  |

#### Zápasy
| Den        | Domácí               | Skóre | Hosté                | Třetiny             |
| ---------- | -------------------- | ----- | -------------------- | ------------------- |
| 25.8.2017  | Brynäs IF            | 4:3sn | HIFK Hockey          | (0:1, 2:0, 1:2-1:0) |
| 25.8.2017  | EHC Red Bull München | 6:2   | Comarch Cracovia     | (1:0, 2:1, 3:1)     |
| 27.8.2017  | Brynäs IF            | 8:0   | Comarch Cracovia     | (2:0, 3:0, 3:0)     |
| 27.8.2017  | EHC Red Bull München | 4:1   | HIFK Hockey          | (1:1, 2:0, 1:0)     |
| 1.9.2017   | Comarch Cracovia     | 1:2   | EHC Red Bull München | (0:1, 0:0, 1:1)     |
| 1.9.2017   | HIFK Hockey          | 2:5   | Brynäs IF            | (0:1, 0:2, 2:2)     |
| 3.9.2017   | Comarch Cracovia     | 2:3   | Brynäs IF            | (0:0, 2:3, 0:0)     |
| 3.9.2017   | HIFK Hockey          | 2:4   | EHC Red Bull München | (0:1, 1:2, 1:1)     |
| 3.10.2017  | Comarch Cracovia     | 0:6   | HIFK Hockey          | (0:1, 0:3, 0:2)     |
| 3.10.2017  | EHC Red Bull München | 2:3   | Brynäs IF            | (0:1, 2:2, 0:0)     |
| 10.10.2017 | Brynäs IF            | 2:3   | EHC Red Bull München | (1:0, 1:1, 0:2)     |
| 10.10.2017 | HIFK Hockey          | 6:3   | Comarch Cracovia     | (1:1, 3:1, 2:1)     |

### Skupina H

#### Tabulka
| Tým            | Z | V | Vp | Pp | P | VB | OB | +/- | B  |
| -------------- | - | - | -- | -- | - | -- | -- | --- | -- |
| Frölunda HC    | 6 | 5 | 1  | 0  | 0 | 21 | 10 | +11 | 17 |
| ZSC Lions      | 6 | 3 | 0  | 2  | 1 | 24 | 10 | +14 | 11 |
| KAC Klagenfurt | 6 | 2 | 1  | 0  | 3 | 15 | 15 | 0   | 8  |
| Rapaces de Gap | 6 | 0 | 0  | 0  | 6 | 8  | 33 | -25 | 0  |

#### Zápasy
| Den        | Domácí         | Skóre | Hosté          | Třetiny             |
| ---------- | -------------- | ----- | -------------- | ------------------- |
| 24.8.2017  | Frölunda HC    | 5:4pr | ZSC Lions      | (0:1, 2:2, 2:1-1:0) |
| 24.8.2017  | Rapaces de Gap | 3:6   | KAC Klagenfurt | (1:4, 2:0, 0:2)     |
| 26.8.2017  | Frölunda HC    | 2:1   | KAC Klagenfurt | (1:0, 0:0, 1:1)     |
| 26.8.2017  | Rapaces de Gap | 1:11  | ZSC Lions      | (1:2, 0:7, 0:2)     |
| 31.8.2017  | ZSC Lions      | 4:0   | Rapaces de Gap | (2:0, 1:0, 1:0)     |
| 31.8.2017  | KAC Klagenfurt | 2:4   | Frölunda HC    | (1:2, 1:2, 0:0)     |
| 2.9.2017   | ZSC Lions      | 1:2   | Frölunda HC    | (1:0, 0:1, 1:0)     |
| 2.9.2017   | KAC Klagenfurt | 4:2   | Rapaces de Gap | (3:0, 0:2, 1:0)     |
| 3.10.2017  | Frölunda HC    | 5:1   | Rapaces de Gap | (1:0, 3:1, 1:0)     |
| 3.10.2017  | KAC Klagenfurt | 2:1pr | ZSC Lions      | (1:0, 0:0, 0:1-1:0) |
| 10.10.2017 | Rapaces de Gap | 1:3   | Frölunda HC    | (1:0, 0:1, 0:2)     |
| 11.10.2017 | ZSC Lions      | 3:0   | KAC Klagenfurt | (2:0, 1:0, 0:0)     |

## Play-off
Play-off bylo rozlosováno 13. 10. 2017. Týmy byly losovány do dvojic ze dvou košů. V prvním koši byly vítězové skupin, ve druhém koši týmy z druhých míst. První zápasy osmifinále proběhly 31. 10. a 1. 11. 2017.
| Skupina | Vítězové            | Druhá místa          |
| ------- | ------------------- | -------------------- |
| A       | Tappara Tampere     | EC Red Bull Salzburg |
| B       | Malmö IF            | HC Kometa Brno       |
| C       | EV Zug              | JYP                  |
| D       | Adler Mannheim      | HC Oceláři Třinec    |
| E       | Växjö Lakers HC     | Bílí Tygři Liberec   |
| F       | Nottingham Panthers | SC Bern              |
| G       | Red Bull München    | Brynäs IF            |
| H       | Frölunda HC         | ZSC Lions            |

### Pavouk
|  | Osmifinále           | Osmifinále         | Osmifinále | Osmifinále |   |                 | Čtvrtfinále | Čtvrtfinále | Čtvrtfinále | Čtvrtfinále |  |                 | Semifinále | Semifinále | Semifinále | Semifinále |                 |   | Finále | Finále |
|  |                      |                    |            |            |   |                 |             |             |             |             |  |                 |            |            |            |            |                 |   |        |        |
|  | Tappara Tampere      | 1                  | 3          | 4          |   |                 |             |             |             |             |  |                 |            |            |            |            |                 |   |        |        |
|  | JYP                  | 3                  | 2          | 5          |   |                 |             |             |             |             |  |                 |            |            |            |            |                 |   |        |        |
|  | JYP                  | 3                  | 2          | 5          |   | JYP             | 3           | 5           | 8           |             |  |                 |            |            |            |            |                 |   |        |        |
|  |                      |                    |            |            |   | JYP             | 3           | 5           | 8           |             |  |                 |            |            |            |            |                 |   |        |        |
|  |                      | HC Kometa Brno     | 3          | 3          | 6 |                 |             |             |             |             |  |                 |            |            |            |            |                 |   |        |        |
|  | EV Zug               | HC Kometa Brno     | 3          | 3          | 6 | 3               | 2           | 5           |             |             |  |                 |            |            |            |            |                 |   |        |        |
|  | EV Zug               |                    |            |            |   | 3               | 2           | 5           |             |             |  |                 |            |            |            |            |                 |   |        |        |
|  | HC Kometa Brno       | 4                  | 5          | 9          |   |                 |             |             |             |             |  |                 |            |            |            |            |                 |   |        |        |
|  | HC Kometa Brno       | 4                  | 5          | 9          |   |                 |             |             |             |             |  | JYP             | 4          | 3          | 7          |            |                 |   |        |        |
|  |                      |                    |            |            |   |                 |             |             |             |             |  | JYP             | 4          | 3          | 7          |            |                 |   |        |        |
|  |                      | HC Oceláři Třinec  | 2          | 4          | 6 |                 |             |             |             |             |  |                 |            |            |            |            |                 |   |        |        |
|  | Adler Mannheim       | HC Oceláři Třinec  | 2          | 4          | 6 | 2               | 1           | 3           |             |             |  |                 |            |            |            |            |                 |   |        |        |
|  | Adler Mannheim       |                    |            |            |   | 2               | 1           | 3           |             |             |  |                 |            |            |            |            |                 |   |        |        |
|  | Brynäs IF            | 3                  | 2          | 5          |   |                 |             |             |             |             |  |                 |            |            |            |            |                 |   |        |        |
|  | Brynäs IF            | 3                  | 2          | 5          |   | Brynäs IF       | 1           | 3           | 4           |             |  |                 |            |            |            |            |                 |   |        |        |
|  |                      |                    |            |            |   | Brynäs IF       | 1           | 3           | 4           |             |  |                 |            |            |            |            |                 |   |        |        |
|  |                      | HC Oceláři Třinec  | 3          | 5          | 8 |                 |             |             |             |             |  |                 |            |            |            |            |                 |   |        |        |
|  | Malmö IF             | HC Oceláři Třinec  | 3          | 5          | 8 | 1               | 1           | 2           |             |             |  |                 |            |            |            |            |                 |   |        |        |
|  | Malmö IF             |                    |            |            |   | 1               | 1           | 2           |             |             |  |                 |            |            |            |            |                 |   |        |        |
|  | HC Oceláři Třinec    | 2                  | 2          | 4          |   |                 |             |             |             |             |  |                 |            |            |            |            |                 |   |        |        |
|  | HC Oceláři Třinec    | 2                  | 2          | 4          |   |                 |             |             |             |             |  |                 |            |            |            |            | Växjö Lakers HC | 0 |        |        |
|  |                      |                    |            |            |   |                 |             |             |             |             |  |                 |            |            |            |            |                 | 0 |        |        |
|  |                      | JYP                | 2          |            |   |                 |             |             |             |             |  |                 |            |            |            |            |                 |   |        |        |
|  | Växjö Lakers HC      | JYP                | 2          | 1          | 5 | 6               |             |             |             |             |  |                 |            |            |            |            |                 |   |        |        |
|  | Växjö Lakers HC      |                    |            | 1          | 5 | 6               |             |             |             |             |  |                 |            |            |            |            |                 |   |        |        |
|  | EC Red Bull Salzburg | 2                  | 3          | 5          |   |                 |             |             |             |             |  |                 |            |            |            |            |                 |   |        |        |
|  | EC Red Bull Salzburg | 2                  | 3          | 5          |   | Växjö Lakers HC | 2           | 4           | 6           |             |  |                 |            |            |            |            |                 |   |        |        |
|  |                      |                    |            |            |   | Växjö Lakers HC | 2           | 4           | 6           |             |  |                 |            |            |            |            |                 |   |        |        |
|  |                      | SC Bern            | 3          | 2          | 5 |                 |             |             |             |             |  |                 |            |            |            |            |                 |   |        |        |
|  | Red Bull München     | SC Bern            | 3          | 2          | 5 | 3               | 2           | 5           |             |             |  |                 |            |            |            |            |                 |   |        |        |
|  | Red Bull München     |                    |            |            |   | 3               | 2           | 5           |             |             |  |                 |            |            |            |            |                 |   |        |        |
|  | SC Bern              | 2                  | 5          | 7          |   |                 |             |             |             |             |  |                 |            |            |            |            |                 |   |        |        |
|  | SC Bern              | 2                  | 5          | 7          |   |                 |             |             |             |             |  | Växjö Lakers HC | 1          | 6          | 7          |            |                 |   |        |        |
|  |                      |                    |            |            |   |                 |             |             |             |             |  | Växjö Lakers HC | 1          | 6          | 7          |            |                 |   |        |        |
|  |                      | Bílí Tygři Liberec | 1          | 1          | 2 |                 |             |             |             |             |  |                 |            |            |            |            |                 |   |        |        |
|  | Nottingham Panthers  | Bílí Tygři Liberec | 1          | 1          | 2 | 1               | 0           | 1           |             |             |  |                 |            |            |            |            |                 |   |        |        |
|  | Nottingham Panthers  |                    |            |            |   | 1               | 0           | 1           |             |             |  |                 |            |            |            |            |                 |   |        |        |
|  | ZSC Lions            | 3                  | 3          | 6          |   |                 |             |             |             |             |  |                 |            |            |            |            |                 |   |        |        |
|  | ZSC Lions            | 3                  | 3          | 6          |   | ZSC Lions       | 1           | 0           | 1           |             |  |                 |            |            |            |            |                 |   |        |        |
|  |                      |                    |            |            |   | ZSC Lions       | 1           | 0           | 1           |             |  |                 |            |            |            |            |                 |   |        |        |
|  |                      | Bílí Tygři Liberec | 0          | 2          | 2 |                 |             |             |             |             |  |                 |            |            |            |            |                 |   |        |        |
|  | Frölunda HC          | Bílí Tygři Liberec | 0          | 2          | 2 | 3               | 4           | 7           |             |             |  |                 |            |            |            |            |                 |   |        |        |
|  | Frölunda HC          |                    |            |            |   | 3               | 4           | 7           |             |             |  |                 |            |            |            |            |                 |   |        |        |
|  | Bílí Tygři Liberec   | 2                  | 6          | 8          |   |                 |             |             |             |             |  |                 |            |            |            |            |                 |   |        |        |

### Hrací dny jednotlivých kol
|             | První zápas                 | Odveta            |
| ----------- | --------------------------- | ----------------- |
| Osmifinále  | 31. října 1. listopadu 2017 | 7. listopadu 2017 |
| Čtvrtfinále | 5. prosince 2017            | 12. prosince 2017 |
| Semifinále  | 9. ledna 2018               | 16. ledna 2018    |
| Finále      | 6. února 2018               | 6. února 2018     |

### Osmifinále
| Nasazený            | Skóre | Nenasazený           | 1. zápas            | 2. zápas                     |
| ------------------- | ----- | -------------------- | ------------------- | ---------------------------- |
| Tappara Tampere     | 4:5   | JYP                  | 1:3 (0:1, 0:0, 1:2) | 3:2 (1:0, 0:2, 2:0)          |
| EV Zug              | 5:9   | HC Kometa Brno       | 3:4 (0:1, 2:1, 1:2) | 2:5 (1:1, 0:2, 1:2)          |
| Adler Mannheim      | 3:5   | Brynäs IF            | 2:3 (0:1, 1:2, 1:0) | 1:2 (1:0, 0:0, 0:2)          |
| Malmö IF            | 2:4   | HC Oceláři Třinec    | 1:2 (0:0, 1:0, 0:2) | 1:2 (0:1, 0:0, 1:1)          |
| Växjö Lakers HC     | 6:5   | EC Red Bull Salzburg | 1:2 (0:2, 1:0, 0:0) | 5:3 (1:2, 2:0, 2:1)          |
| Red Bull München    | 5:7   | SC Bern              | 3:2 (0:1, 2:1, 1:0) | 2:5 (1:1, 1:1, 0:3)          |
| Nottingham Panthers | 1:6   | ZSC Lions            | 1:3 (0:0, 0:0, 1:2) | 0:3 (0:0, 0:1, 0:2)          |
| Frölunda HC         | 7:8   | Bílí Tygři Liberec   | 3:2 (0:1, 2:0, 1:1) | 4:5 (1:1, 1:0, 2:4) - pr 0:1 |

### Čtvrtfinále
| Nasazený        | Skóre | Nenasazený         | 1. zápas            | 2. zápas                     |
| --------------- | ----- | ------------------ | ------------------- | ---------------------------- |
| HC Kometa Brno  | 6:8   | JYP                | 3:3 (2:1, 1:1, 0:1) | 3:5 (0:3, 1:0, 2:2)          |
| Brynäs IF       | 4:8   | HC Oceláři Třinec  | 1:3 (0:0, 1:0, 0:3) | 3:5 (0:1, 2:2, 1:2)          |
| Växjö Lakers HC | 6:5   | SC Bern            | 2:3 (0:1, 0:1, 1:2) | 4:2 (1:1, 1:0, 2:1)          |
| ZSC Lions       | 1:2   | Bílí Tygři Liberec | 1:0 (0:0, 0:0, 1:0) | 0:1 (0:0, 0:0, 0:1) - pr 0:1 |

### Semifinále
| Nasazený        | Skóre | Nenasazený         | 1. zápas            | 2. zápas                     |
| --------------- | ----- | ------------------ | ------------------- | ---------------------------- |
| JYP             | 7:6   | HC Oceláři Třinec  | 4:2 (0:1, 4:0, 0:1) | 2:4 (2:1, 0:1, 0:2) - pr 1:0 |
| Växjö Lakers HC | 7:2   | Bílí Tygři Liberec | 1:1 (0:0, 1:0, 0:1) | 6:1 (3:0, 1:1, 2:0)          |

### Finále
| Nasazený        | Skóre | Nenasazený | Třetiny         |
| --------------- | ----- | ---------- | --------------- |
| Växjö Lakers HC | 0:2   | JYP        | (0:0, 0:1, 0:1) |

## Vítěz
| Hokejová liga mistrů 2017/18 JYP 1. titul |